# El tormentoso presente
El tormentoso presente es el décimo capítulo de la quinta temporada de la serie dramática El ala oeste de la Casa Blanca.

## Argumento
El expresidente republicano por California Owen Lassiter fallece tras las complicaciones posoperatorias de una intervención en la cadera. Los funerales se desarrollan en su residencia, donde tiene una copia del Despacho Oval. Los tres presidentes vivos viajan en el Air force One en dirección a California: Josiah Bartlet, el también demócrata D. Wire Newman (interpretado por James Cromwell) y el republicano Glen Allen Walken. Dentro del avión debaten sobre la situación en Oriente Medio, donde una multitud se manifiesta contra el régimen de Arabia Saudita, poniendo en grave peligro una comunidad de 50 norteamericanos que viven a las afueras de Ryad. El actual Presidente de los Estados Unidos deberá elegir entre apoyar a los príncipes del estado árabe o favorecer las reformas democráticas que desea el pueblo.
Toby Ziegler debe escribir un discurso triste y magnánimo ensalzando las virtudes del ex-Prediente fallecido. Y lo hace a pesar de sentir rabia y asco por su administración y sus viejos colaboradores. Finalmente realiza un excelente trabajo, elogiado por la viuda de Lassiter.Por otro lado, C.J. Cregg se entera por un periodista de un proyecto de control mental por parte de la Agencia de Defensa para Proyectos Avanzados, DARPA. Tras realizar una investigación personal, se entrevista con el Doctor Max Milkman (interpretado por Stephen Tobolowsky) quien le confirma sus sospechas. 
Mientras, Josh, que procede de Connecticut, deberá arbitrar una disputa entre su estado natal y Carolina del Norte. Las negociaciones giran en torno a una copia de la Carta de Derechos de los Estados Unidos que presuntamente fue robado por Connecticut al final de la guerra de Secesión. Finalmente, los enviados de ambos estados llegan a un acuerdo, ante el enfrentamiento del propio Josh con su compañera, la asesora Angela Blake (quien procede de Carolina del Norte).
Leo McGarry, tras el fallido intento de ir a la ópera con su hija Mallory O'Brian queda con esta para ir a comer. Poco antes de marcharse juntos le comunica una desagradable noticia: la exmujer del Jefe de Gabinete de la Casa Blanca va a casarse de nuevo. Al final del episodio, la viuda del  expresidente Owen Lassiter le entrega una carta a Bartlet: le comenta que gobernar es difícil y que debe escuchar a Abraham Lincoln.

## Curiosidades
- El episodio gira en torno a una cita de Abraham Lincoln, de la que se toma el título: "Los dogmas del tranquilo pasado son inadecuados para el tormentoso presente."

- Este es uno de los únicos cuatro episodios de la Serie que no cuenta con la introducción “Anteriormente en el Ala Oeste”

- A pesar de aparecer durante varios capítulos de la cuarta y quinta temporada, este es el único episodio donde John Goodman aparece en los títulos de crédito. Será su última aparición en la serie, aunque el personaje si será nombrado posteriormente.

- El extracto de la carta que lee Bartlet del difunto expresidente es copiado, prácticamente palabra por palabra, de una carta leída por el personaje Jacob Bronowski en el episodio “in the Knowledge or Certainty” de la serie de los 70 “The Ascent of Man”.